# Коронавірусна хвороба 2019 на Самоа
Епідемія коронавірусної хвороби 2019 на Самоа — це поширення пандемії коронавірусної хвороби 2019 на територію Самоа. Перший випадок хвороби в країні зареєстрований 18 листопада 2020 року. Другий випадок у країні був зареєстрований 27 листопада 2020 року.
У січні 2022 року Самоа повідомило про кілька випадків керованої ізоляції серед пасажирів австралійського репатріаційного рейсу, до 25 січня загальна кількість випадків хвороби досягла 26. У відповідь уряд Самоа запровадив загальнонаціональний карантин, який згодом було продовжено 25 січня 2022 року.

## Хронологія

### Січень 2020 року
У січні 2020 року розпочалось запровадження обмежень на в'їзд до Самоа для запобігання поширенню коронавірусної хвороби в країні. Перед тим, як в'їхати до країни, особм мала провести як мінімум 14 днів у країні, вільній від коронавірусу, а також оформити відповідну медичну документацію. 27 січня 2020 року уряд Самоа видав розпорядження для всіх осіб, які мають намір прибути на Самоа, заповнити спеціальну декларацію про стан здоров'я. Уряд також вимагав від усіх осіб, які перебували в материковому Китаї, самоізоляції протягом 14 днів, і не рекомендував своїм громадянам їздити до Китаю чи інших країн, уражених COVID-19. Двоє громадян Самоа, які короткий час перебували в Китаї, 28 січня відправлені на карантин на два тижні до районної лікарні Фалеоло.

### Лютий 2020 року
3 лютого 2020 року 4 громадян Самоа (3 студенти та один колишній студент) були евакуйовані з міста Ухань на зафрахтованому рейсі авіакомпанії «Air New Zealand» за сприяння Нової Зеландії, Австралії та влади Китаю.
9 лютого відмовлено у в'їзді на Самоа 8 громадянам країни, які поверталися з Індії через Сінгапур та Фіджі, та відправлено їх назад на Фіджі. Влада Самоа визначила Сінгапур країною високого ризику через сплеск у цій країні випадків коронавірусної хвороби. Ці самоанці були розміщені в готелі у фіджійському місті Наді, і їм було дозволено повернутися до Самоа до кінця наступного тижня.
22 лютого Самоа заборонило всім круїзним суднам заходити в порти країни. 29 лютого уряд оголосив про обмеження авіасполучення, кількість міжнародних авіарейсів до Самоа скорочена з 2 березня 2020 року.

### Березень 2020 року
18 березня Самоа повідомило про першу підозру на випадок коронавірусної хвороби на своїй території в особи, яка прибула з Нової Зеландії. Зразки біоматеріалу хворого були доставлені в Мельбурн для проведення тестування на коронавірус. Хворого помістили в ізолятор лікарні Тупуа-Тамасесе-Меоле в Апіа. Очікування результату тестування в Мельбурні могло тривати 10-20 робочих днів. У зв'язку з появою першої підозри на коронавірусну хворобу в країні уряд Самоа вимагав від усіх осіб, які прибувають до країни, включаючи громадян Самоа, пройти медичний огляд після прибуття. 20 березня Самоа запровадило надзвичайний стан, та закрило свої кордони для всіх, крім громадян, які повертаються на батьківщину.
21 березня міністерство охорони здоров'я Самоа підтвердило, що в країні зареєстровано 8 підозр на коронавірусну хворобу. Усі ці особи раніше або виїздили за кордон, або контактували з родичами, які прибули з-за кордону. 22 березня прем'єр-міністр країни Туїлаепа Маліелегаої повідомив, що результат тестування першого хворого з підозрою на COVID-19 був негативним. Пізніше він повідомив, що у 6 із 8 підозр на коронавірусну хворобу результат тестування виявився негативним, проте ще очікувались результати тестування ще 2 хворих з Нової Зеландії. Того ж дня Самоа також припинило авіасполучення з Австралією та обмежило транспортне сполучення з Новою Зеландією.
24 березня повідомлено, що загалом 7 підозр на коронавірусну хворобу очікують результатів тестування з Нової Зеландії.
25 березня прем'єр-міністр країни повідомив, що особи, які не дотримуються карантинних обмежень щодо COVID-19, будуть оштрафовані. 26 березня уряд Самоа запровадив нові карантинні заходи, включаючи заборону на захід у порти країни риболовних суден, та штрафування підприємств, які порушили карантин. Тільки вантажні судна, що перевозять життєво необхідні товари та бензин, матимуть право заходити в порти на Самоа.

### Квітень 2020 року
11 квітня уряд Самоа ухвалив рішення надати пакет допомоги на 23,6 мільйона доларів США готельному сектору країни, який був змушений звільнити 500 працівників готелів внаслідок економічних наслідків пандемії коронавірусної хвороби. 15 квітня уряд країни пом'якшив частину карантинних заходів, зокрема відновлено міжострівне морське сполучення та рух громадського транспорту з обмеженням робочого часу та пасажирів. Ресторанам і ринкам дозволялося працювати лише з обмеженням часу роботи. Проте дотримання соціального дистанціювання та інші карантинні обмеження залишались в силі.
20 квітня новозеландське радіо повідомило, що майже 300 осіб були заарештовані на Самоа за порушення наказів про надзвичайний стан, спричинений епідемією коронавірусної хвороби, які набули чинності 21 березня. 14 травня прем'єр-міністр країни відхилив пропозицію уряду Нової Зеландії щодо «тихоокеанської бульбашки для поїздок» через небажання Канберри та Веллінгтона проводити тестування особам, що прибувають до країни, та побоювання відновлення подібного до спалаху кору, який спостерігався у 2019 року на Самоа.

### Червень 2020 року
10 червня прем'єр-міністр країни повідомив про пом'якшення обмежень щодо проведення релігійних служб, роботи вуличних торговців, проведення весіль та роботи сільських рад матаї. Вуличним торговцям буде дозволено продавати лише фрукти, овочі, приготовану їжу та частину текстильних виробів, тоді як продаж на пішохідних доріжках залишатиметься забороненим. У церквах необхідно дотримуватися соціальної дистанції в 2 метри, але такі важливі заходи, як церковні конференції та національні збори церкви, залишаються забороненими. Нові карантинні заходи також дозволяли проведення весілля в готелях, але обмежували список гостей до 50 осіб. У неділю заборонені робота ринків, пляжів та екскурсій річковим транспортом. Залишилось у силі обмеження на участь не більш ніж 5 осіб в поховальній церемонії, а також інших урочистих заходах..

### Листопад 2020 року
Після виявлення трьох нових випадків в Американському Самоа в осіб, які прибули до країни морським транспортом, влада Самоа розпочала розслідування щодо висадки трьох інфікованих осіб із контейнерного судна Fesco Askold, яке на вихідних причалило до порту Апіа.
18 листопада на Самоа виявлено перший випадок коронавірусної хвороби в моряка, який повернувся з новозеландського міста Окленд минулого тижня. Матроса направили на ізоляцію. Напередодні ввечері у нього виявлено позитивний результат тестування, але пізніше другий тест у нього був негативний. Цей хворий лікувався в ізоляторі лікарні Тупуа-Тамасесе Мотоотуа. Третій тест на COVID-19 в цього моряка, взятий з носа, також був негативним, але він ще залишався під спостереженням. Він входив до групи з 27 самоанських моряків, які співпрацювали з «Mediterranean Shipping Company» з Європи. Матроси також входили до групи з 247 пасажирів, яких було репатрійовано до Самоа на зафрахтованому літаку компанії «Air New Zealand».
24 листопада Самоа продовжило карантинний період з 14 до 21 дня внаслідок стрибку випадків. COVID-19 у Каліфорнії.
27 листопада Самоа повідомило про другий випадок хвороби в країни в особи, яка знаходилась на ізоляції, у 70-річного чоловіка, який прибув з Мельбурна через Окленд до Апії тим самим рейсом, що й перший підозрюваний випадок хвороби в країні.

### Грудень 2020 року
29 грудня Самоа заборонило в'їзд з Великої Британії та ПАР згідно з новими зміненими рекомендаціями щодо міжнародного транспортного сполучення. Це пов'язано з відкриттям варіантів коронавірусу VUI —202012/01 та 501.V2, які є більш заразними, ніж попередні варіанти.

### Лютий 2021 року
Третій позитивний ПЛР-тест на коронавірус виявили. 12 лютого 2021 року.

### Березень 2021 року
24 березня 2021 року генеральний директор служби охорони здоров'я доктор Таке Насері підтвердив, що особи віком від 18 років отримають вакцину Oxford–AstraZeneca проти COVID-19. Проте особи віком 85 років і старші, які мають невиліковні хвороби, не будуть вакциновані. Самоа отримало 79 тисяч доз вакцини AstraZeneca за сприяння Нової Зеландії.

### Травень 2021 року
На початку травня 2021 року доктор Насері підтвердив, що Самоа відкриє свої кордони після того, як 98 % населення буде вакциновано. Станом на 8 травня було щеплено 10911 осіб (приблизно 7 % населення). Очікувалося, що ще 55 тисяч доз вакцини надійдуть до Самоа в червні 2021 року. Органи охорони здоров'я Самоа вели переговори з Новою Зеландією щодо закупівлі додаткових доз вакцини «AstraZeneca».

### Серпень 2021 року
11 серпня органи охорони здоров'я Самоа розпочали по всій країні масову кампанію вакцинації від дому до дому. Національний комітет з надзвичайних ситуацій також повідомив, що більше половини відповідного населення отримали першу дозу вакцини, а 22 % населення були повністю вакциновані.

### Січень 2022 року
Науково-дослідна організація Самоа отримала нове обладнання для допомоги в діагностиці. Міжнародне агентство з атомної енергії (МАГАТЕ) розіслало обладнання в країнах у всьому світі, щоб вони могли використовувати ядерну техніку для швидкого виявлення коронавірусу, який спричинює COVID-19, і Самоа опинилася в цьому списку.
20 січня Самоа повідомило про 10 випадків у керованій ізоляції, які прибули чартерним рейсом авіакомпанії «Qantas» з Брисбена в Австралії. Наймолодшим хворим була 11-місячна дитина, а найстаршому було 63 роки. 9 пасажирів були ідентифіковані як тісні контакти з випадками хвороби, та пішли на ізоляцію. У відповідь уряд Самоа відклав репатріаційний рейс із Нової Зеландії, який мав вилетіти 22 січня.
До 22 січня кількість позитивних випадків COVID-19 на борту літака зросла до 15. У відповідь уряд Самоа запровадив 48-годинний карантин у країні з 18:00 п'ятниці (21 січня) до понеділка (24 січня). Згідно з цим надзвичайним станом, усі жителі, крім працівників служб першої необхідності, повинні були залишатися вдома та уникати виходити на вулицю. Підприємства, школи та ресторани були закриті, а поїздки та масові зібрання заборонені. Уряд Самоа також попередив, що порушників карантину можуть оштрафувати на 2 тисячі доларів.
25 січня прем'єр-міністр Самоа Наомі Матаафа продовжила загальнонаціональний карантин до ночі 27 січня після того, як 5 медсестер, які доглядали за 15 інфікованими пасажирами, дали позитивний результат на COVID-19. Крім того, уряд дозволив певним закладам і службам, включаючи пункти заправки та видачі готівки, банкам, службам грошових переказів і аптекам, працювати в обмежений час з 8:00 до 14:00. Керівник Національного центру з надзвичайних ситуацій Самоа Агафілі Шем Лео також підтвердив, що влада розслідує чутки про те, що деякі пасажири літака «Qantas» планували відвідати похорони на Самоа. Того ж дня міністерство охорони здоров'я Самоа підтвердило 11 нових випадків у керованій ізоляції, внаслідок чого загальна кількість випадків COVID-19 зросла до 26.
27 січня Самоа повідомило про один новий випадок, загальна кількість підтверджених випадків зросла до 27. Цей випадок був у пасажира рейсу на минулому тижні з Брисбена.
29 січня прем'єр-міністр повідомила, що загальнонаціональний карантин в країні буде скасовано через відсутність випадків передачі COVID-19 серед населення. Закладам і підприємствам дозволили відновити роботу, а громадські зібрання обмежили 30 людьми. Транспортне сполучення з країною дозволено лише вантажним засобам.
30 січня було зареєстровано 3 нові випадки на кордоні, у тому числі чотирирічна дитина на карантині; загальну кількість випадків хвороби зросла до 30. Самоа залишалося на рівні тривоги 2 після виходу з загальнонаціонального карантину.

### Лютий 2022
2 лютого уряд Самоа підтвердив, що сталося порушення режиму керованої ізоляції, коли медсестра та державний водій залишили контрольований ізолятор. Уряд Самоа також підтвердив, що у медсестри був позитивний результат тесту на COVID-19, завдяки чому загальна кількість позитивних випадків у керованій ізоляції досягла 31.

### Березень 2022 року
18 березня Самоа повідомило про 11 нових випадків, включаючи один випадок місцевої передачі вірусу, зареєстрований напередодні. У відповідь кабінет міністрів Самоа активував свою політику зонування в рамках Національного плану протидії COVID-19; та запровадив обмеження 3 рівня до 22 березня. Згідно з цими обмеженнями, супермаркети, гуртові та невеликі магазини, аптеки, ринки риби та свіжих продуктів, а також ресторани можуть працювати лише з 8:00 до 14:00.

### Липень 2022 року
27 серпня прем'єр-міністр Самоа Наомі Матаафа оголосила, що Самоа скасувала дворічний національний надзвичайний стан через COVID-19 перед запланованим відкриттям кордону 1 серпня 2022 року. Вона також підтвердила, що 93,6 % осіб у віці 18 років і старші, 92,4 % дітей віком 12-17 років і 91,4 % дітей віком 5-11 років були повністю вакциновані проти COVID-19.

### Серпень 2022 року
1 серпня кордон Самоа знову відкрився для міжнародних поїздок. Цю заяву привітали туристичні оператори «Samoa Tourism» і керівник аеропортів Самоа Сіліманаї Уета Соломона-молодший. Першим міжнародним рейсом, який вирушив на Самоа після скасування прикордонних обмежень, був літак Сил оборони Нової Зеландії, який перевозив делегацію новозеландських політичних лідерів, чиновників, лідерів громадянського суспільства та журналістів, включаючи прем'єр-міністра Джасінду Ардерн.